# Joe Pantoliano
Joseph Peter "Joe" Pantoliano (Hoboken, New Jersey, 12. rujna 1951.) američki je filmski i televizijski glumac. Najpoznatiji je po ulogama Ralpha Cifaretta iz televizijske serije Obitelj Soprano i Cyphera iz filmske trilogije The Matrix.

## Vanjske poveznice
- Službena stranica
- Joe Pantoliano u internetskoj bazi filmova IMDb-u (engl.)